# Călărași (Botoșani)
Pour les articles homonymes, voir Călărași (homonymie).
Călărași est une commune du județ de Botoșani en Roumanie.